# The Phenix Horns
Die Phenix Horns waren ein Blechblasensemble aus Chicago, das in den 1970er Jahren als Teil der Band Earth, Wind and Fire bekannt wurde. Die Mitglieder waren Don Myrick (Saxophon), Louis „Lui Lui“ Satterfield (Posaune), Rahmlee Michael Davis (Trompete) und Michael Harris (Trompete).
Das Ensemble wurde zunächst als Teil von Earth, Wind and Fire bekannt. Bald nahmen jedoch auch zahlreiche andere Musiker ihre Dienste in Anspruch, unter anderem Genesis bei No Reply At All aus dem Album Abacab und Paperlate aus dem Album Three Sides Live sowie Phil Collins bei Sussudio auf seinem Soloalbum No Jacket Required. Kennzeichnend für den Sound der Gruppe waren scharfe Staccato-Läufe.
Das Ensemble löste sich nach dem Tod von Don Myrick auf, der 1993 bei einer Drogenrazzia erschossen wurde. Die anderen Mitglieder arbeiten seither solo als Jazz- und Studiomusiker. Louis Satterfield starb 2004.